# ФАІ (бронеавтомобіль)
ФАІ (скорочено від Форд-А Іжорський) —  радянський легкий бронеавтомобіль 1930-х років. Бронеавтомобіль виконаний на шасі легкового автомобіля «Форд-А» (ФАІ) або ГАЗ-М1 (ФАІ-М). Всього було випущено трохи більше 1000 бронеавтомобілів ФАІ і ФАІ-М (676 і близько 350 машин відповідно), що робить ці бронеавтомобілі другими за масовістю в РСЧА в передвоєнний час (після БА-20).

## Історія створення
Поява бронеавтомобіля ФАІ мала ряд передумов.
Першою і головною з них є укладення між урядом СРСР і фірмою «Форд» договору про співпрацю, відповідно до якого «Форд» почав з 31 травня 1929 р. поставки в СРСР комплектуючих для складання автомобілів «Форд-А», «Форд-АА» і «Форд-Тімкен». З лютого 1930 року на заводі «Гудок Жовтня» в Нижньому Новгороді почали збирати автомобілі. У листопаді того ж року до роботи підключився Московський завод імені Комуністичного Інтернаціоналу Молоді (Завод ім. КІМ), а до квітня 1932 року в Нижньому Новгороді став до ладу новий автомобільний завод, виробництво автомобілів на якому почалися 6 грудня 1932 р.
Треба сказати, що шасі «Фордів» були досить прогресивні для свого часу, тому майже відразу після укладення контракту ним закономірно зацікавилися військові. Зокрема, на шасі автомобіля «Форд-Тімкен» передбачалося створити гарматний бронеавтомобіль, в той час, як шасі «Форда-А» розглядалася як перспективна база для створення легкого бронеавтомобіля. Відповідне завдання було видано КБ Іжорського заводу і КБ під керівництвом  М. І. Диренкова. Дітище КБ Іжорського заводу не викликало у військових особливого інтересу, оскільки було досить архаїчним — по суті, дослідні броньовики були відкритими зверху бронекоробкамі, встановленими на шасі «Форда-А» і озброєні двома кулеметами кожна (один кулемет розміщувався в лобовому листі праворуч від водія, а інший — на штирьовий установці в центрі броньового кузова). Куди більший інтерес військових викликали бронеавтомобілі Диренкова, Д-8 і Д-12, які в підсумку і були прийняті на озброєння РККА вже в 1931 році. Однак дуже скоро і ці бронемашини перестали задовольняти військових, оскільки кулемети броньовиків не могли вести круговий обстріл.
Незабаром КБ Іжорського заводу отримало завдання на розробку нового бронеавтомобіля на тому ж шасі, але з установкою озброєння в башті. У роботі інженери конструктори Іжорського заводу використовували досвід, отриманий в ході виробництва броньовиків Д-8 і Д-12. До середині 1932 року робочі креслення нової машини були готові. Дана компоновка (з розміщенням озброєння в башті), хоча і була перспективною, призвела до значного збільшення висоти машини (до 2240 мм) і її маси (2 т) в порівнянні з попередником, однак це не вплинуло на рішення військових — уже на початку 1933 року броньовик був прийнятий на озброєння під індексом ФАІ («Форд-А,І жорський») і запущений у виробництво.
У 1935 році КБ Іжорського заводу було запропоновано розробити новий бронеавтомобіль на базі легкового автомобіля ГАЗ-М1, виробництво якого почалося на Горьківському автомобільному заводі. До кінця року була розроблена бронемашина, яка зовні нагадувала ФАІ, але відрізнялася від попередниці більш просторим бойовим відділенням, видозміненою баштою і можливістю установки радіостанції. На початку 1936 року ця машина була прийнята на озброєння під назвою БА-20 і пішла в серію. Однак у результаті неузгодженості дій різних підприємств, виробництво бронекорпусів для ФАІ на Іжорському заводі ще якийсь час тривало. Коли воно нарешті було припинено, з'ясувалося, що в цехах заводу накопичилося понад трьохсот бронекорпусів цих машин. Оскільки випуск «Форда-А» до того часу вже був припинений, було прийнято рішення встановити наявні бронекорпуса на шасі автомобіля М-1. У листопаді 1938 — січні 1939 року такий «гібридний» броньовик був випробуваний на НДІБТ-полігоні Кубинці, отримав позитивні відгуки військових і був прийнятий на озброєння. Гібрид, що отримав назву ФАІ-М, відрізнявся від попередника більш довгою базою, на задню частину якої монтувався додатковий паливний бак і кронштейн для кріплення запасного колеса.

## Опис конструкції
Бронеавтомобіль був виконаний на задньопривідному (4x2) шасі по конструктивній схемі з переднім розташуванням двигуна і клепано-зварним, повністю закритим корпусом, який виготовлявся з листів катаної сталі товщиною 4-6 мм. Таке бронювання було явно недостатнім і хоча встановлювалося з невеликими кутами нахилу, не могло забезпечити серйозний захист екіпажу від куль і осколків снарядів і мін. Екіпаж бронемашини складався з двох, рідше — трьох чоловік. У відділенні управління, поєднаному з бойовим відділенням, ліворуч розташовувався водій а праворуч від нього — за наявності третього члена екіпажу — сидів командир машини. Для зручності розміщення в машині або кажучи простіше, щоб не впиратися головою в дах над їх сидіннями на даху відділення управління малися глухі бронеколпаки. Робоче місце кулеметника знаходилося позаду них, у башті. Огляд з відділення управління забезпечували водієві і командиру лобові вікна які закривались в бойовій обстановці бронекришками з оглядовими щілинами, також прямокутні вікна з бронекришками були в бортових дверях машини і відкривалися вперед.
На даху бойового відділення розміщувалася циліндрова башта кругового обертання з бронековпаком на даху. У трохи скошеному лобовому листі башти був встановлений 7,62-мм кулемет ДТ, боєкомплект до якого складався з 1323 патронів. Обертання башти здійснювалося за рахунок фізичних зусиль стрільця і за допомогою спинного упору. Крім того установка кулемета дозволяла вести вогонь в секторі ± 10 ° без повороту башти. У моторному відсіку розташованому в передній частині корпусу, був встановлений чотирициліндровий карбюраторний двигун рідинного охолодження «ГАЗ-А», що розвивав потужність 30,9 кВт (40 к.с.), що дозволяло 2-тонній бронемашині рухатися по шосе з максимальною швидкістю 80 км/год. З повним баком палива машина могла пройти 200 км. З двигуном взаємодіяла трансмісія, до складу якої входили однодискове зчеплення сухого тертя, чотиришвидкісна коробка передач (4+1), карданна передача, головна передача і механічні гальма.
Доступ до двигуна з метою технічного обслуговування і ремонту забезпечувала відкидна кришка бронекапота, яка кріпилася до нерухомої частини даху моторного відсіку за допомогою шарнірних петель. Спереду радіатор був захищений V-подібним в поперечному перерізі бронелисом товщиною 8-мм, в якому були два вертикальних лючка обладнаних рухомими стулками, що регулювали приплив охолоджувального повітря до радіатора і двигуна.
У задньопривідній (4x2) ходовій частині з підвіскою на напівеліптичних листових ресорах використовувалися колеса з кулестійкими шинами. Передні і задні колеса зверху прикривалися плавно зігнутими крилами, які внизу змикалися з підніжками, на яких іноді кріпилися невеликі ящики з запасними частинами та інструментами.
У 1935 році до складу штатного обладнання деякої кількості бронемашин ФАІ були введені змінні металеві бандажі з ребордами, що дозволило цим броньовикам пересуватися по залізничних коліях із швидкістю до 86 км/год. Силами екіпажу заміна шин на бандажі здійснювалася приблизно за 30 хвилин. Вага бронеавтомобіля у варіанті дрезини становила 1,9 т, боєкомплект був збільшений до 2520 патронів. Ці машини використовувалися в складі бронепоїздів як легкі розвідувальні бронедрезини. Істотним їх недоліками були мала швидкість заднього ходу (24 км/год.) і відсутність радіостанції.

## Служба та бойове застосування
Бронеавтомобілі ФАІ і ФАІ-М використовувалися в зіткненнях  біля озера Хасан і  на річці Халхин-Гол, в  Громадянській війні в Іспанії ,  Зимовій війні і на початковому періоді  Німецько-радянської війни. ФАІ і ФАІ-М застосовувалися аж до 1943 року.

## ФАІ в масовій культурі

### В стендовому моделюванні
У 2008 році фірма "Modelik" випустила дві стендові моделі у формі журналів: № 3-ФАІ, № 4-ФАІ-М.

### В комп'ютерних іграх
Бронеавтомобіль ФАІ часто зустрічається в грі  Talvisota в компанії СРСР.